# Pedro Arnulfo Sánchez
Pedro Arnulfo Sánchez Suárez, né le 6 juillet 1972 à Boavita est un officier ayant fait partie de la Force aérospatiale colombienne dans laquelle il a servi pendant 35 ans et a atteint le grade de major général avec 6 700 heures de vol en hélicoptère et avion. Il a occupé des postes de haut niveau lors d'opérations stratégiques, de sécurité et de défense. Pendant sa carrière, il a joué un rôle clé dans la protection du pays et le développement de l'armée aérospatiale,,.

## Parcours militaire
- Chef de la protection présidentielle : responsable de la sécurité du président Gustavo Petro, sa famille et la famille de la vice-présidente ainsi que des hauts fonctionnaires du gouvernement
- Commandant du Comando conjoint des opérations spéciales (es)
- Chef de l'état major et second commandant du Comando conjoint des opérations spéciales
- Commandant du Commando aérien de combat N°4
- Second Commandant et chef de l'état major du Commando aérien de combat N°5
- Directeur du Centre de Doctrine Aérienne et Spatiale
- Sous-directeur de l'incorporation de la Force aérienne colombienne
- Commandant du centre de commande et de contrôle CACOM-5
- Commandant de l'escadron de combat 511
- Commandant de l'Opération Espérance

## Formation académique
Il est Administrateur d'entreprises pour l'Université de l'administration des entreprises (es). Il obtient un master en stratégie et prospective de l'Université Externado de Colombie, un master en études stratégiques de la Air University et un master en sécurité et défense nationale de l'école supérieure de la guerre (en espagnol : Escuela Superior de Guerra). Il a aussi obtenu des spécialisations et des dîplomes en droit humain et droit humanitaire international, mais aussi en art et en science militaire aérienne et spatiale. Par ailleurs, il a suivi des cours de la haute direction entrepreneuriale de l'école des affaires INALDE (es) et une formation en négociation à l'université des Andes.

## Décorations
- Ordre de Boyacá
- Médaille du service de l'ordre publique
- Médaille militaire "Al Valor"
- Croix de la de la Force aérienne du mérite aéronautique
- Ordre du mérite militaire Antonio Nariño

Il a aussi reçu d'autres décorations nationales et étrangères qui résultent de son professionnalisme, son étique et son dévouement au service public.

## Opération Espérance

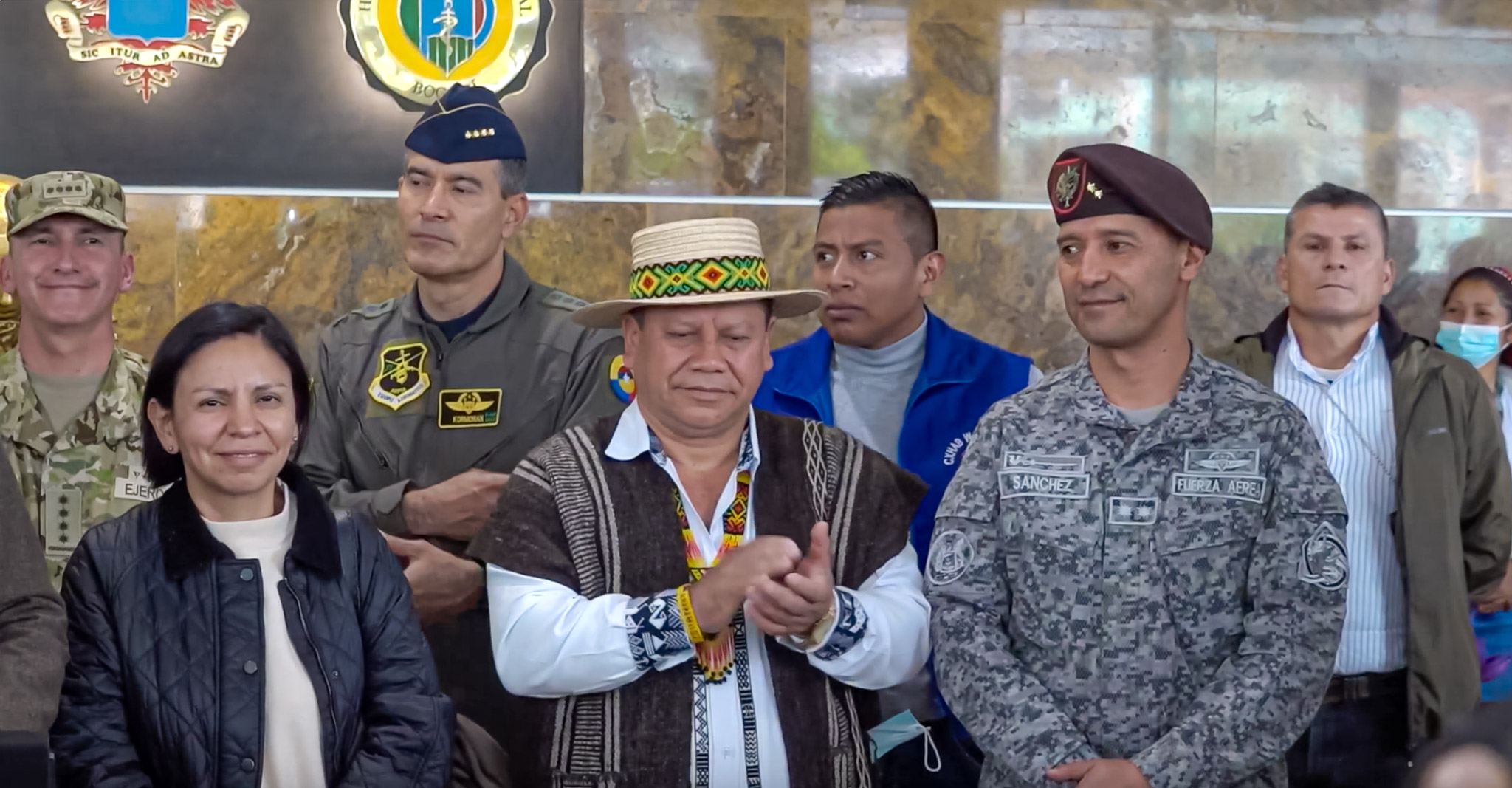
Sánchez après l'Opération Espérance en juin de 2023

En 2023, Sánchez gagne une reconnaissance internationale lors de l'Opération Espérance, mission qui permit le sauvetage des quatre survivants suite à un accident d'avion dans la foret amazonienne et une survie de 40 jours.
Il était au premier plan de l'opération où participèrent 150 militaires dans la recherche des survivants qui dura 40 jours avant de les retrouver. Le sauvetage a été permis par la collaborations entre les communautés indigènes et les volontaires.
En raison de l'impact médiatique de ce sauvetage, Sánchez partage son expérience dans différents médias et apparait dans différents documentaires.

## Ministre de l'Etat
Suite à son expérience lors de l'opération espérance, il est désigné par le président Gustavo Petro pour coordonner la sureté de sa famille, un rôle clé qui renforcera son profil à l'entrée au gouvernement.
Le 19 février 2025, le président Gustavo Petro le nomme ministre de la défense nationale, c'est le premier ex-militaire à occuper ce poste de 1991, où le poste était occupé par Óscar Botero Restrepo (es). Le 3 mars 2025 il devient chef du portefeuille de la défense et de la sécurité.